# 死せる魂

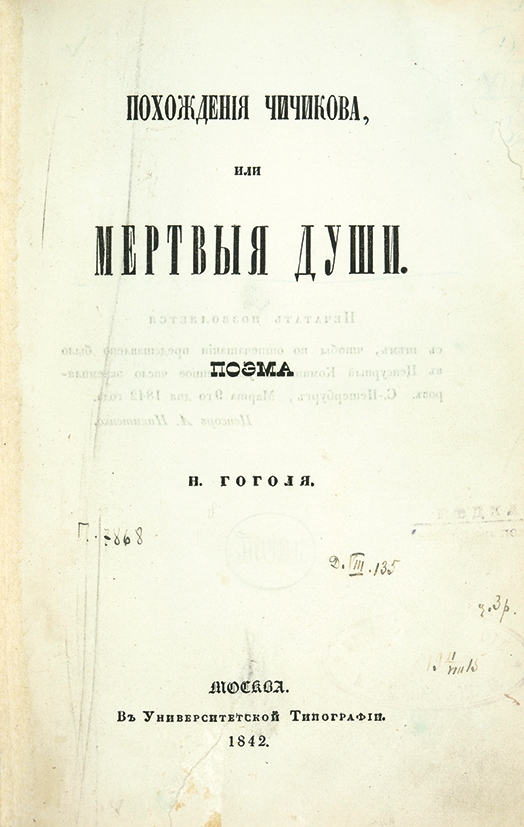

『死せる魂』（しせるたましい、ロシア語: Мёртвые души）は、1842年に出版されたニコライ・ゴーゴリの長編小説である。彼は叙事詩、ロシア版のダンテ『神曲』を作り出すつもりだった。しかし、アレクサンドル・プーシキンの死が伝えられるとショックを受けて何も書けなくなり、イタリアに移ってから少しずつ執筆を再開した。1841年に第1部が完成するが、モスクワでは検閲に通らず、翌年サンクトペテルブルクで出版された。本来は第2部も書かれたが、最晩年になってゴーゴリが暖炉に投げ込んでしまったので、ほとんど残っていない。
ミハイル・ブルガーコフが演劇化した他、2006年にはBBCがラジオドラマ化した。

## あらすじ
アレクサンドル2世の時に農奴解放令が出されたが、その前まで地主は次の国勢調査まで死亡した農奴の人頭税も支払わなければならなかった。彼らは何とかしてその税を逃れる方法を探していた。そこに注目したチチコフは、死亡した農奴の名義を買い集めて書類を捏造し、中央政府から金を騙し取ろうと計画を練る。それを実現するためにチチコフは、広大なロシア全土を旅して歩き、至る所で一癖二癖持っている人々と出会う。

## 登場人物
チチコフ
詐欺師。
マニーロフ
冷淡な男。
コローボチカ
知性に欠けるが神経質な女地主。
ノズドーリョフ
乱暴な博打打ち。
サバケーヴィチ
貪欲な男。
ブリューシキン
吝嗇漢。

## 日本語訳
- 『死せる魂』横田瑞穂訳 「世界文学全集21 ゴーゴリ」筑摩書房、1967年
- 『死せる魂』平井肇・横田瑞穂訳、岩波文庫（上・中・下）、改版1977年
ISBN 400-326054-6, 400-326055-4, 400-326056-2
- 『死せる魂』中村融訳、「ゴーゴリ全集5・6」河出書房新社、1976年
- 『死せる魂』中村喜和・川崎隆司訳 「ゴーゴリ 世界文学全集32」集英社、1980年
- 『死せる魂』東海晃久訳、河出書房新社、2016年 新訳。ISBN 4-309-20715-4